# Avenue Honoré-Mercier
L'avenue Honoré-Mercier est une voie de Québec.

## Situation et accès

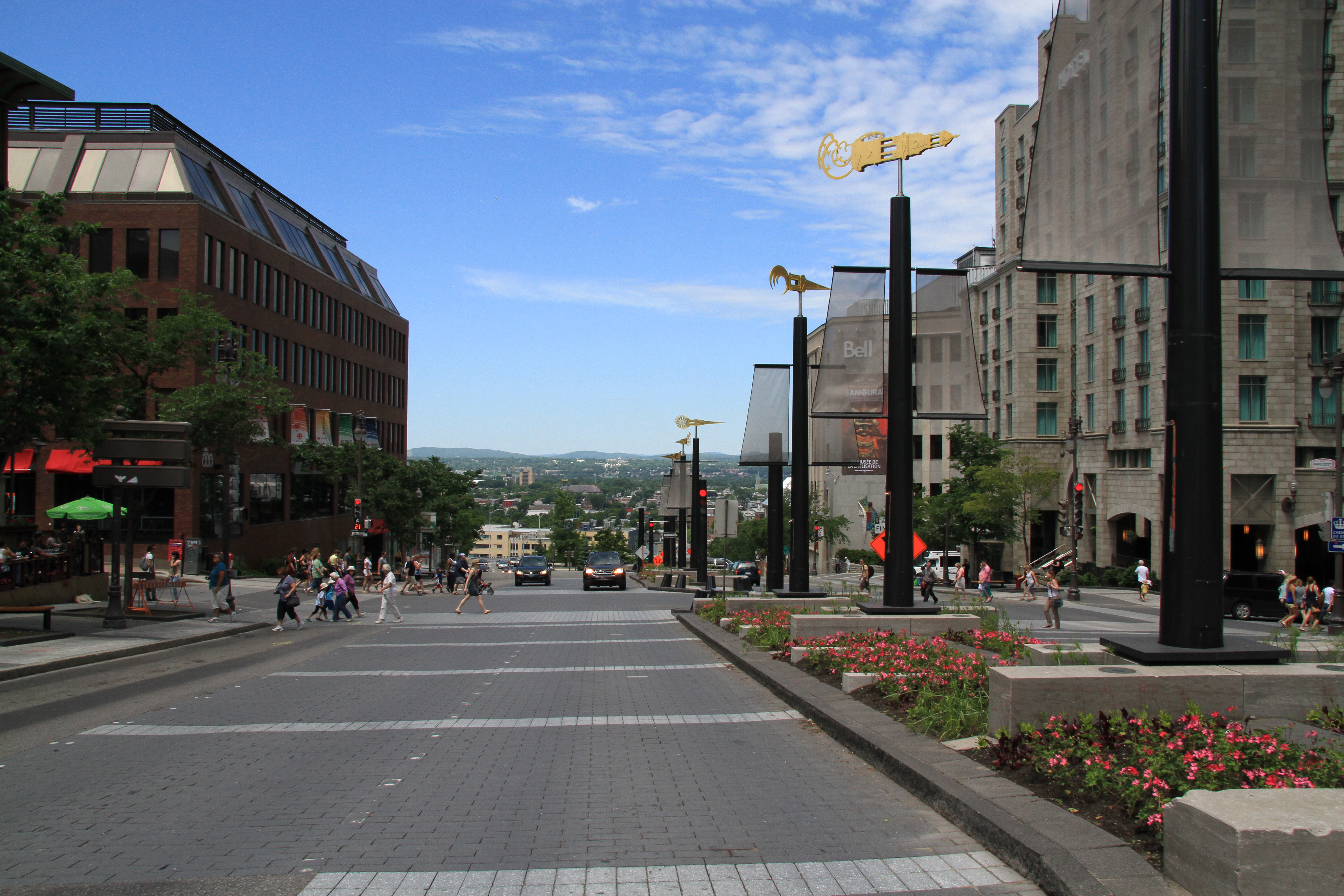
Avenue Honoré-Mercier

L'avenue Honoré-Mercier située dans l'arrondissement La Cité-Limoilou la ville canadienne de Québec est l'artère centrale du Vieux-Québec–Cap-Blanc–colline Parlementaire. Il s'agit techniquement d'un court segment de la route 175. Caractérisée par une pente raide, elle parcourt sur 700 mètres un secteur fortement densifié de la ville. Elle donne accès autant aux différentes institutions de la colline parlementaire qu'au secteur touristique du Vieux-Québec. L'hôtel du Parlement du Québec est située sur cette avenue.
Au nord, elle est le prolongement de l'autoroute Dufferin-Montmorency, qui, à son entrée dans le centre-ville, devient boulevard urbain. Elle canalise également à cette extrémité la côte d'Abraham. Au sud, elle se termine à la jonction avec la Grande Allée. Elle rencontre entre autres perpendiculairement au passage la rue Saint-Jean et le boulevard René-Lévesque.

## Origine du nom
Elle rend hommage au 9e premier ministre du Québec Honoré Mercier.

## Historique
L'avenue est d'abord désignée sous le nom d'avenue Dufferin, en hommage à Lord Dufferin à partir du 23 février 1894. Le 3 juin 1996, la partie située entre René-Lévesque et la Grande-Allée devient l'« avenue Honoré-Mercier ». Le nom est finalement attribué jusqu'à l'autoroute Dufferin-Montmorency en décembre 2001.

## Bâtiments remarquables et lieux de mémoire

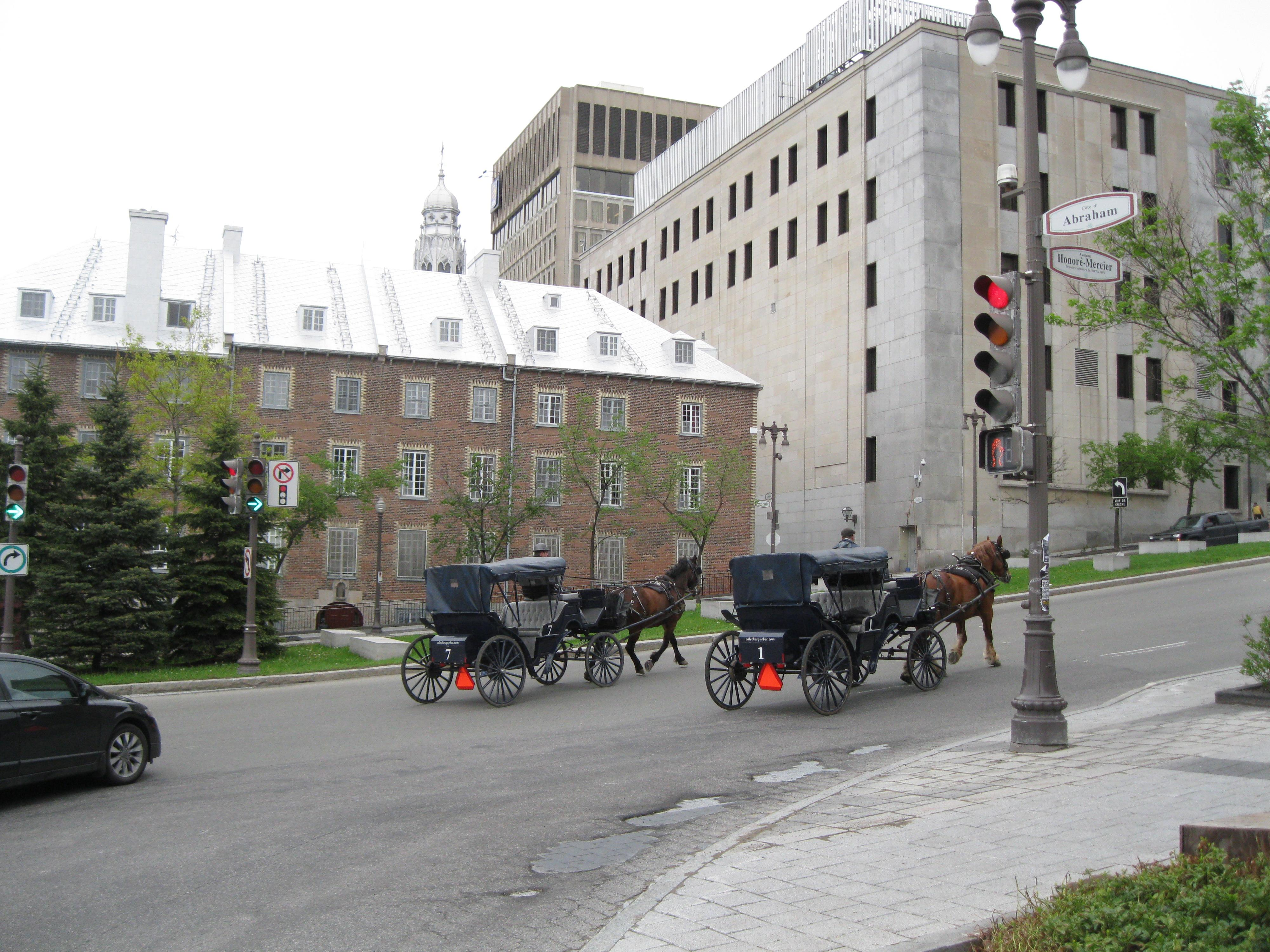
Il n'est pas rare d'y rencontrer des calèches en provenance de la côte d'Abraham
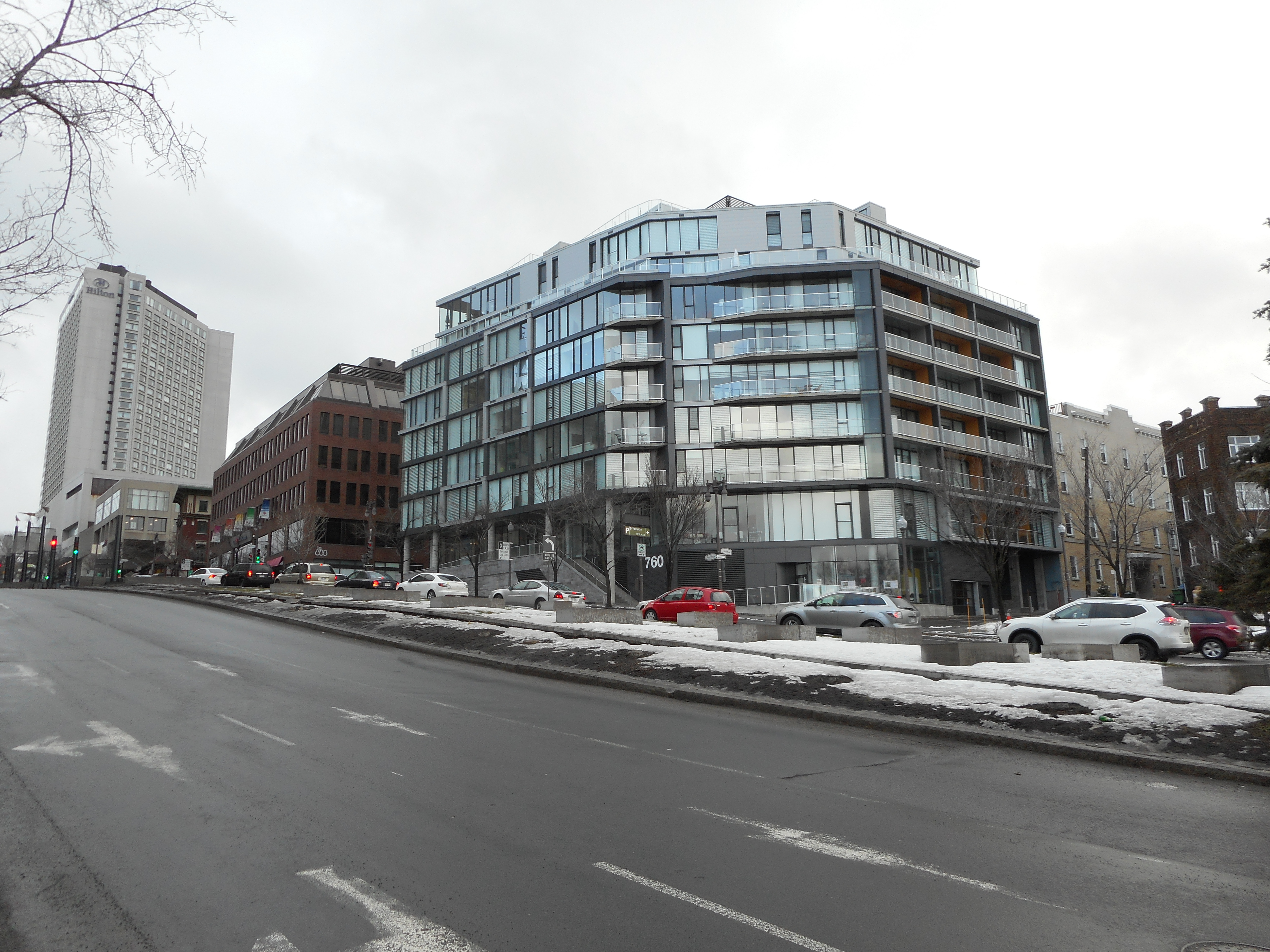
L'avenue est une côte abrupte et traverse un secteur dense
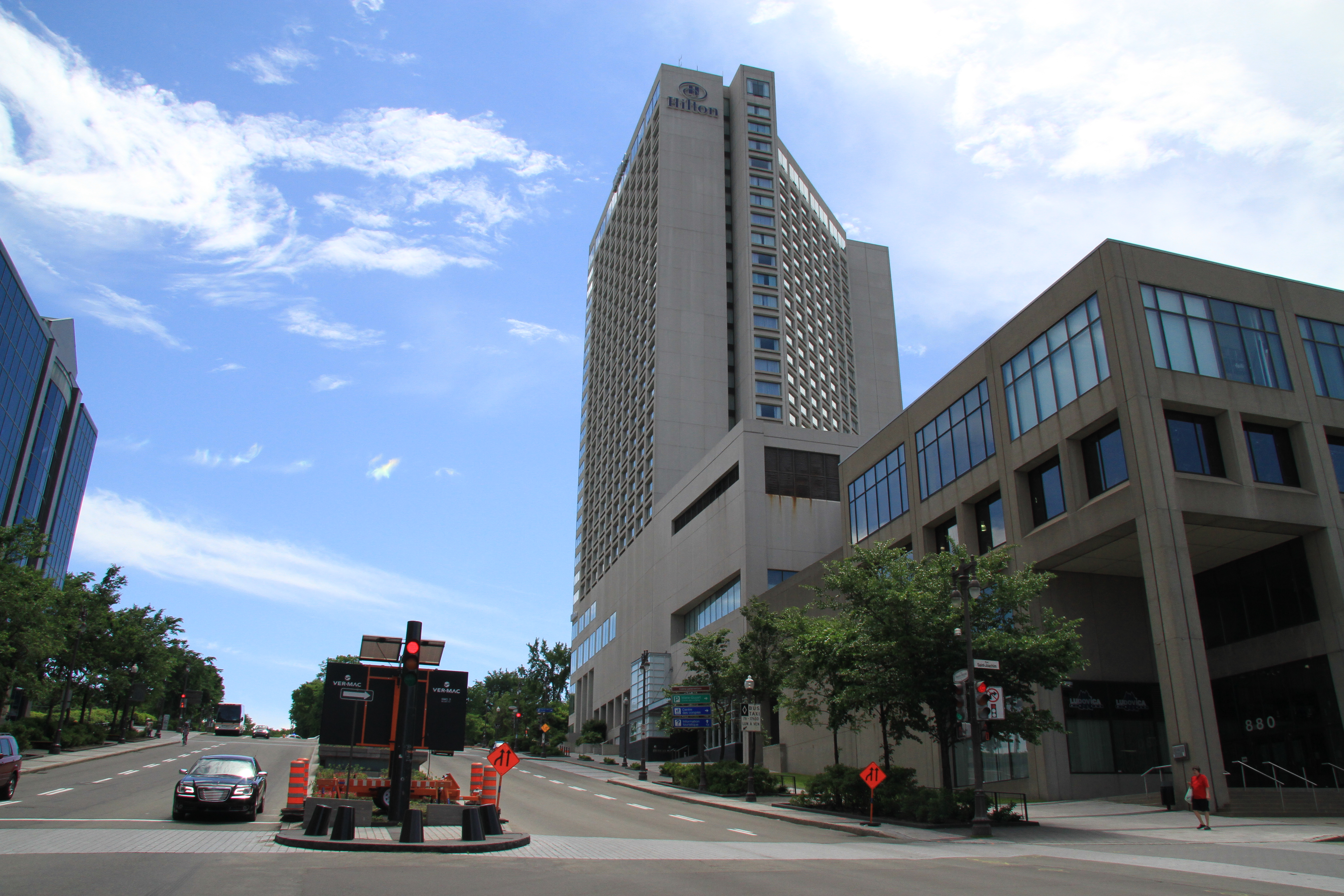
Hôtel Hilton et Centre des congrès de Québec
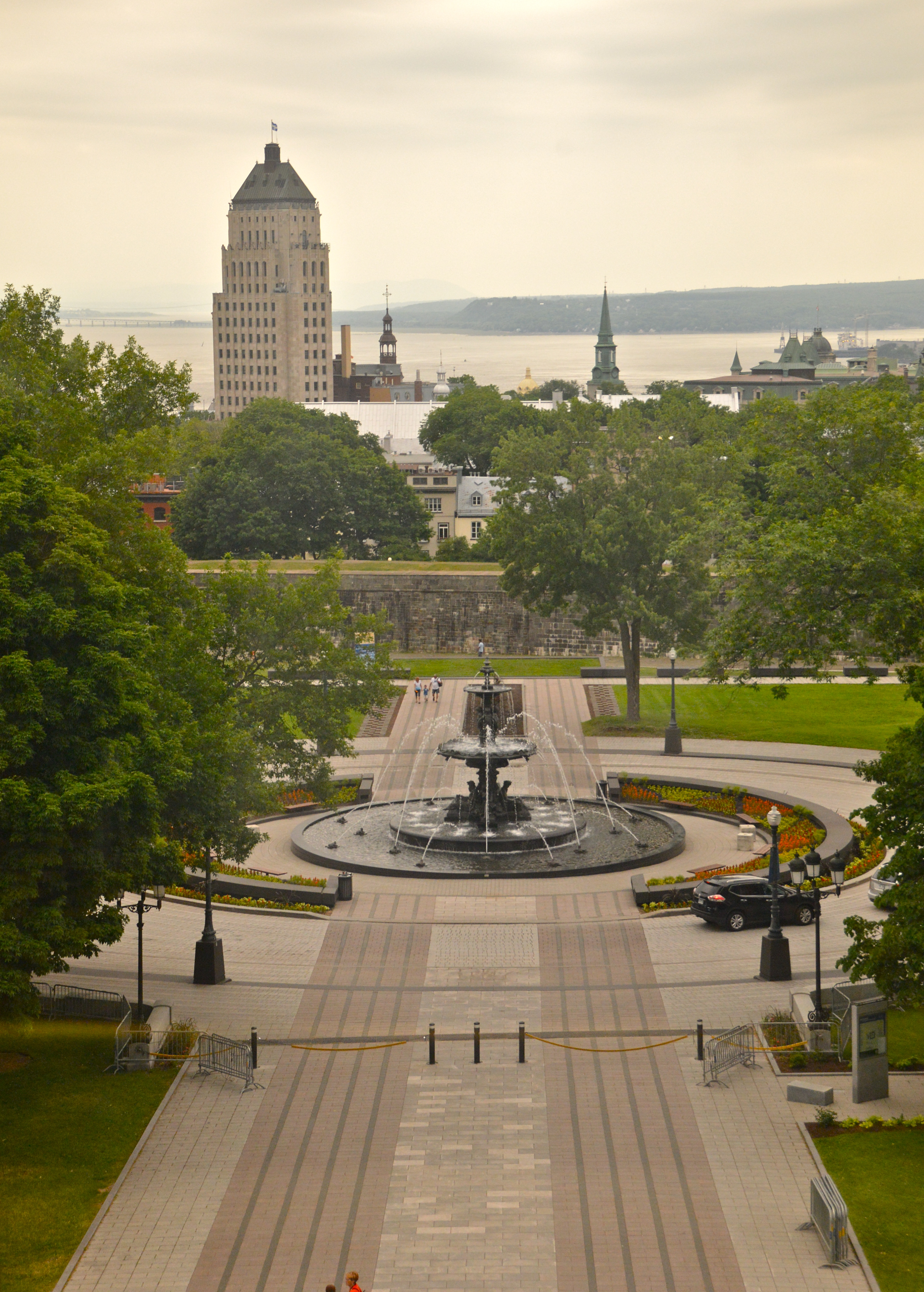
L'avenue passe de chaque côté de la fontaine de Tourny
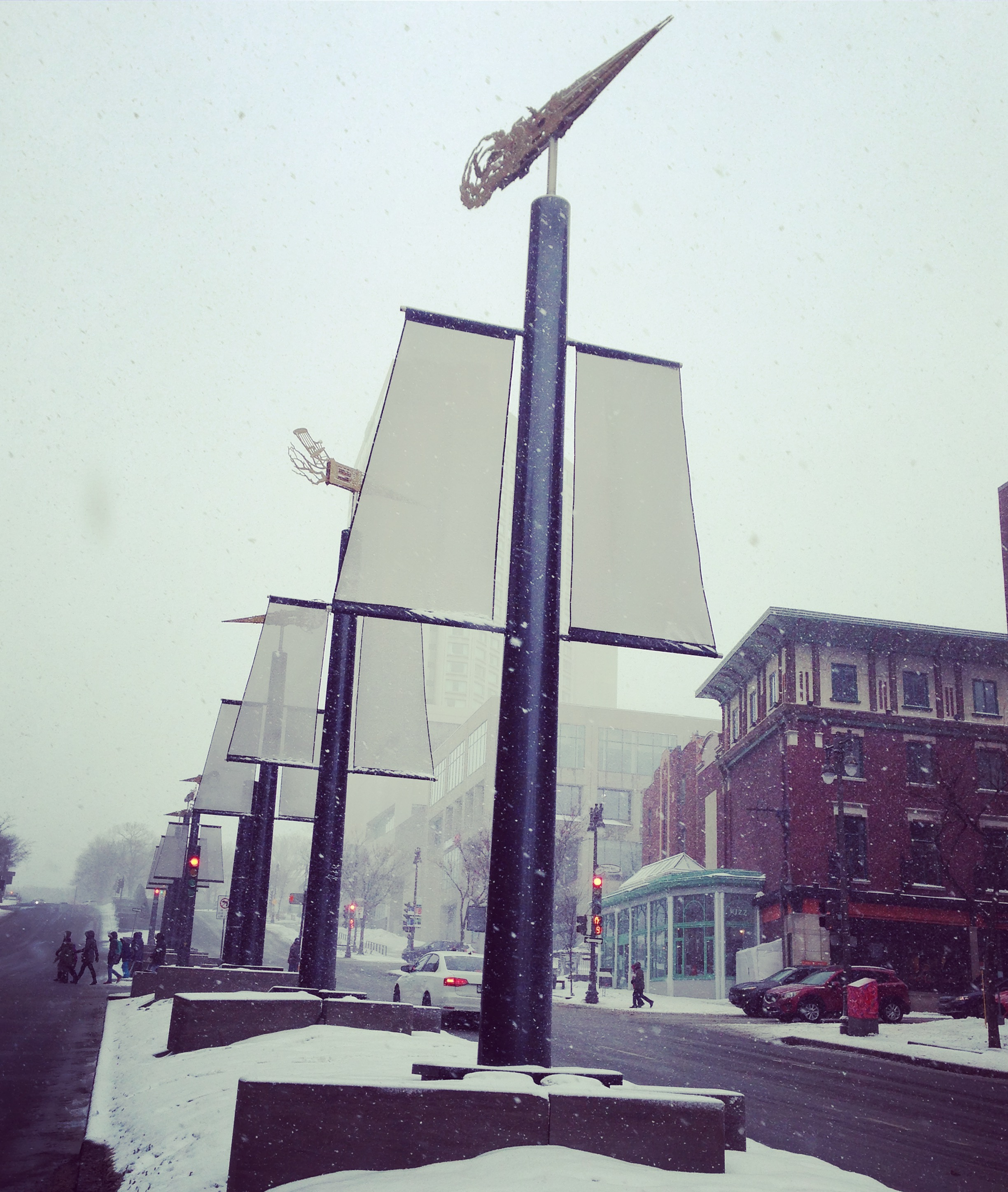
Les vents déferlants, installation de Paul Béliveau